# Kocheshkov-Umlagerung
Die Kocheshkov-Umlagerung (auch: Kozeschkow-Umlagerung ungebräuchlich Kotscheschkow-Umlagerung) ist eine, nach dem russischen Chemiker Xenofont Alexandrowitsch Kotscheschkow  (1894–1978) benannte Komproportionierungsreaktion bei zinnorganischen Verbindungen.

## Übersicht
Kotscheschkow fand heraus, dass es bei der Umsetzung von Zinn(IV)-halogeniden, wie Zinn(IV)-chlorid oder Zinn(IV)-bromid mit zinnorganischen Verbindungen vom Typ SnR4 (mit R=  Alkyl- oder Aryl-) zu einer Komproportionierung kommt, dessen Produkt im Wesentlichen von dem stöchiometrischen Verhältnis der beiden Reaktionspartner abhängig ist.
So tauschen Tetraalkyl- oder Tetraarylzinnverbindungen mit Zinntetrahalogeniden relativ bereitwillig eine oder zwei organische Gruppen aus:
{\displaystyle \mathrm {3\ SnR_{4}\ +\ SnX_{4}\ \rightarrow \ 4\ SnXR_{3}} }
{\displaystyle \mathrm {SnR_{4}\ +\ SnX_{4}\ \rightarrow \ 2\ SnX_{2}R_{2}} }
{\displaystyle \mathrm {R={-}CH_{3},\ {-}C_{2}H_{5},\ {-}n{-}C_{3}H_{7},\ {-}Phenyl;\ \ X=Cl,Br} }
Die Abspaltung eines weiteren organischen Restes wird nur bei zinnorganischen Verbindungen mit ungesättigten Resten, wie Tetraphenylzinn oder Tetravinylzinn boabachtet.  Bei Alkylzinnverbindungen wird der dritte organische Rest dagegen nicht übertragen.
{\displaystyle \mathrm {SnR_{4}\ +\ 3\ SnX_{4}\ \rightarrow \ 4\ SnX_{3}R} }
{\displaystyle \mathrm {R={-}Phenyl,{-}CH=CH_{2};\ \ X=Cl,Br} }
Ebenso kommt es bei Umsetzung Alkyl- oder Arylzinnhalogeniden mit zinnorganischen Verbindungen zu einer Komproportionierung:
{\displaystyle \mathrm {2\ SnR_{4}\ +\ SnX_{3}R\ \rightarrow \ 3\ SnXR_{3}} }
{\displaystyle \mathrm {SnR_{4}\ +\ SnX_{2}R_{2}\ \rightarrow \ 2\ SnXR_{3}} }
{\displaystyle \mathrm {SnR_{4}\ +2\ SnX_{3}R\ \rightarrow \ 3\ SnX_{2}R_{2}} }
{\displaystyle \mathrm {R={-}CH_{3},\ {-}C_{2}H_{5},\ {-}n{-}C_{3}H_{7},\ {-}Phenyl;\ \ X=Cl,Br} }

## Mechanismus
Kotscheschkow nahm an, dass die Reaktion stets in folgenden Teilschritten verläuft:
{\displaystyle \mathrm {SnAr_{4}\ +\ SnCl_{4}\ \rightarrow \ 2\ SnCl_{2}Ar_{2}\ \ \ Ar=C_{6}H_{5}} }
{\displaystyle \mathrm {SnCl_{2}Ar_{2}\ +\ SnX_{4}\ \rightarrow \ 2\ SnCl_{3}Ar} }
{\displaystyle \mathrm {SnCl_{2}Ar_{2}\ +\ SnAr_{4}\ \rightarrow \ 2\ SnClAr_{3}} }
Wilhelm Neumann konnte durch Untersuchungen zeigen, dass die Bildung der Verbindungen vom Typ SnX2R2 aus Tetraalkylzinn- und Zinntetrahalogenid-Verbindunden über einen zweistufigen Weg erfolgt. Zunächst wird unmittelbar ein Ligand übertragen und es bilden sich die gemischten Zinnalkylhalogenide:
{\displaystyle \mathrm {SnEt_{4}\ +\ SnCl_{4}\ {\xrightarrow {0-20\,{}^{\circ }C}}\ SnClEt_{3}+\ SnCl_{3}Et\ \ \ \ Et=C_{2}H_{5}} }
Der zweite Schritt der Komproportionierung erfolgt dann bei höheren Temperaturen über mehrere Stunden:
{\displaystyle \mathrm {SnClEt_{3}+\ SnCl_{3}Et\ {\xrightarrow[{2-3h}]{0-20\,{}^{\circ }C}}\ 2\ SnCl_{2}Et_{2}} }
Führt man die Reaktion mit einem Überschuss von Zinntetrachlorid durch, so bildet sich mit dem Trialkylmonohalogenid weiteres Monoalkyltrihalogenid
{\displaystyle \mathrm {SnClEt_{3}+\ SnCl_{4}\ {\xrightarrow {\ }}SnCl_{2}Et_{2}+\ SnCl_{3}Et} }
Somit bilden sich – entgegen den Beobachtungen von Kotscheschkow – neben einem Drittel Dialkyldihalogenid auch zwei Drittel Monoalkyltrihalogenid:
{\displaystyle \mathrm {SnEt_{4}+\ 2\ SnCl_{4}\ {\xrightarrow {\ }}SnCl_{2}Et_{2}+\ 2\ SnCl_{3}Et} }